# Белолюбський Анатолій Олексійович
Анатолій Олексійович Белолюбський (нар. 27 вересня 1938 — 2004) — український футболіст та тренер, виступав на позиції захисника.

## Кар'єра гравця
Футбольну кар'єру розпочав у 1960 році в складі сумського «Авангарду», який виступав у класі Б. По ходу сезону перейшов до орджонікідзенського «Спартака». Відіграв у команді понад чотири сезони. У 1965 році перейшов до дніпропетровського «Дніпра». У команді відіграв понад два сезони, був гравцем основного складу. У класі Б зіграв 63 матчі, відзначився 2 голами. По ходу сезону 1967 років переїхав до дніпродзержинського «Прометея». Футбольну кар'єру завершив у 1968 році у футболці дніпропетровського «Локомотива».

## Кар'єра тренера
По завершенні кар'єри гравця розпочав тренерську діяльність. З 1973 по 1974 рік допомагав тренувати «Дніпро» (Дніпропетровськ). З 1975 по липень 1978 року працював начальником дніпропетровського «Дніпра».